# Pierre-Paul Colonna de Cesari Rocca
Pierre-Paul Colonna de Cesari Rocca, in italiano Pietro Paolo Colonna Cesari della Rocca (Quenza, 29 ottobre 1748 – Quenza, 16 giugno 1829), è stato un politico e generale francese, deputato all'Assemblea nazionale costituente.
Era figlio di Rocco Francesco Colonna de Cesari-Rocca (Quenza, 1733-1809), consigliere di Stato della Repubblica Corsa durante il governo di Pasquale Paoli, creato conte da Luigi XVI nel 1784.

## Carriera militare
Fu Capitano del reggimento provinciale della Corsica dal 1772 al 1791. Nel 1790, accompagnò Paoli, di ritorno dall'esilio, da Parigi alla Corsica. Nel settembre dello stesso anno fu eletto secondo generale della Guardia nazionale dell'isola, di cui Paoli fu proclamato comandante in capo. Su intervento di Paoli, ricevette il comando dell'offensiva contro l'isola della Maddalena, alla quale partecipò il giovane Napoleone Bonaparte. Il clamoroso fallimento dell'operazione, attribuito poi a Colonna Cesari e attraverso di lui a Paoli, è una delle principali cause della rottura tra quest'ultimo e la Convenzione.
Membro del Consiglio di Stato durante il Regno Anglo-Corso, Colonna Cesari fu incaricato dal viceré Sir Gilbert Elliot di istituire e organizzare l'esercito isolano, ma questo progetto non fu mai portato a compimento. Dopo la caduta del Regno di Corsica e la riconquista dell'isola da parte dei francesi (1796), fu costretto all'esilio. Da Firenze, favorì poi le campagne controrivoluzionarie a Porto Vecchio e nell'Alta Rocca, in particolare quella del 1800, condotta in nome dello zar Paolo I di Russia, e sconfitta davanti a Sartena. Negli anni successivi viaggiò in varie località d'Europa.
Nel 1805 Colonna Cesari ricevette da Napoleone una prima proposta di grazia, con la promozione al grado di generale di brigata, ma rifiutò. Finalmente autorizzato a ritornare in Corsica, si ritirò nel suo villaggio natale, dove morì il 16 giugno 1829.
I suoi due figli, Rocco Francesco e Gaio, presteranno servizio nell'esercito imperiale. Il primo come colonnello di fanteria, prese parte alle campagne di Spagna e di Russia, e mantenne il suo incarico anche durante la Restaurazione. Gaio combatté in Spagna con il grado di capitano di fanteria.